# رايتل

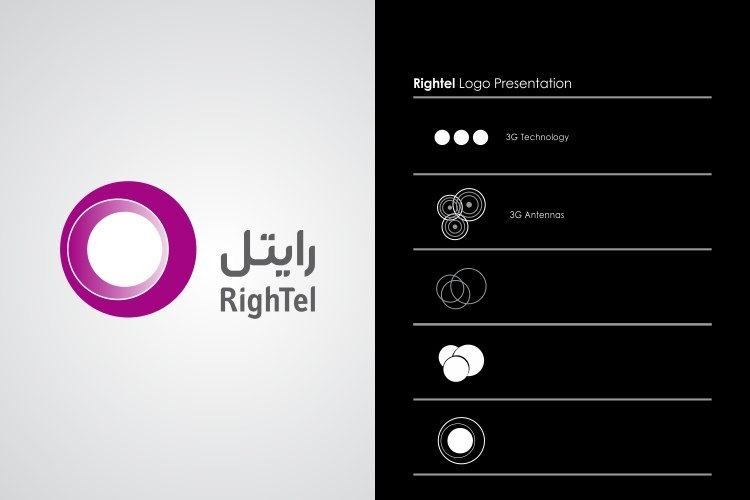
شعار رايتل

شركة رايتل لخدمات الاتصالات، التابعة لمؤسسة الضمان الاجتماعي، هي شركة الهاتف المحمول الثالثة التي تبيع بطاقات سيمكارت للجيل الثالث والرابع من شبكة الهاتف المحمول في إيران وتحت العلامة التجارية رايتل (بالإنجليزية: RighTel) (تتكون رايتل من كلمتين "راي" تعني "الحكمة والذكاء والفكر و "تل "اختصار للهاتف). تم افتتاح شركة الاتصالات هذه في عام 2007.

## خلفية
بدأت الدراسات لإطلاق مشغل الهاتف المحمول الثالث في إيران في عام 2007. في يناير من نفس العام، تمت الموافقة على قواعد عقد مشغل الهاتف المحمول الثالث من قبل مجلس الحكومة. كان استخدام تكنولوجيا الهاتف المحمول من الجيل الثالث وحصة تصل إلى 49% كحد أقصى للاستثمار الأجنبي بين شروط الحكومة لإنشاء هذا المشغل. وفي أغسطس 2007 قال نائب وزير الاتصالات وتقنية المعلومات إن المزاد سيقام في فصل الشتاء لكن عملية تنفيذه استمرت حتى عام 2008.
في ديسمبر 2008، تم الإعلان عن إتلاف تجاري الفائز النهائي في المزاد. يتألف هذا الإتلاف من شركتي توريد اتصالات ومؤسسة الإمارات للاتصالات. ولكن بعد بضعة أشهر، وبسبب الخلافات بين الشركات الإماراتية والإيرانية، استبعدت منظمة تنظيم الاتصالات الراديوية اتصالات من مزاد مشغل الهاتف المحمول الإيراني الثالث بسبب عدم الوفاء بالالتزامات. واعتبرت «اتصالات»، في بيان لها، أن مسألة عدم الوفاء بالالتزامات مشكلة في التفاعل مع الجانب الإيراني.
مع انسحاب اتحاد التوريد والاتصالات من المزاد، تم الإعلان عن إتلاف تجاري اسمه «زين إيران» يتألف من صندوق تقاعد إذاعة جمهورية إيران الإسلامية، ومؤسسة اقتصادية إيرانية، ومشغل زين الكويت، ليكون الإتلاف التجاري الفائز. ومع ذلك، لم يقدم هذا الإتلاف عرضه النهائي خلال الموعد النهائي المحدد، وبالتالي تم استبعاد إتلاف زين إيران من المزاد.
أدى انسحاب الشركات الأجنبية من مزاد المشغل الثالث إلى استنتاج متخذي القرار في مجال الاتصالات أنه يتعين على شركة إيرانية استكمال هذا المشروع. بهذه التفسيرات، تم تعيين المشغل الثالث لشركة توريد الاتصالات (شمس نوفين لتزويد الاتصالات) التابعة لمؤسسة الضمان الاجتماعي.
في أبريل 2010، أعلن العضو المنتدب لشركة إمتداد تيليكوم عن إطلاق بطاقات سيمكارت الخاصة بهذا المشغل في فبراير. لكن هذا الوعد لم يتم الوفاء به وبعد حوالي عام، في ديسمبر 2010، بدأ التسجيل المسبق لبطاقات سيمكارت الخاصة بالمشغل الثالث في كرج.
في 21 نوفمبر 2011، في حفل تم الكشف عن العلامة التجارية رايتل، والتي كانت تُعرف باسم المشغل الأول الذي يقدم خدمات الجيل الثالث في إيران.

## أقسام التنظيم
- الشؤون التجارية
- نائب الرئيس لتقنية المعلومات
- شؤون الشبكة
- سلسلة التوريد ومساعد الدعم
- الشؤون المالية ورأس المال
- شؤون الخطط وإدارة المشاريع

## الشعار
بدأ رايتل العمل بشعار «الحياة بين يديك» ويعمل حاليًا بشعار «رايتل المحمول الذكي».
تم تصميم هذا الشعار من مزيج من ثلاث دوائر تمثل الجيل الثالث للهواتف المحمولة، والدائرة هي أيضًا الشكل المجرد للمناطق التي تغطيها هوائيات BTS للجيل الثالث من الهواتف المحمولة التي تغطي بعضها البعض. لون هذا الشعار في إيران هو أحد الألوان الطليعية المختارة في الرسومات الإيرانية للعلامات التجارية الحكومية.

## بادئة رقم الهاتف
بادئة بطاقات SIM الفاتورة هي 0920، وبطاقات SIM الدفع المسبق هي 0921 و 0922 و 0923

## خدمات
يعتبر هذا المشغل المزود الأول لبطاقة SIM من الجيل الثالث في إيران، وكان من المفترض في البداية أن تكون هذه الخدمة حكراً على هذه الشركة حتى نهاية أبريل 2013، وتم تمديد هذا الاحتكار حتى نهاية أغسطس 2014.
- مكالمة صوتية
- مكالمة فيديو (حاليًا هذه الخدمة غير متوفرة للمستخدمين العاديين)
- سرعة إنترنت تصل إلى 17 ميجابايت / ثانية (4G LTE)
- رسائل قصيرة
- الصوت والصورة (MMS)
- RBT

حاليا، هناك تغطية في أكثر من 1200 مدينة في البلاد وأكثر من 750 مدينة من الجيل الرابع من خلال التجوال مع أول شبكة للهاتف المحمول، وتم تركيب هوائيات الجيل الثالث من Rightel لمسافة 9000 كيلومتر من طرق البلاد. في الآونة الأخيرة، تعاونت مع شبكة إيرانسل فيما يتعلق بالتغطية في وضع التجوال من الجيل الثالث والرابع في معظم مناطق البلاد.
كما تقدم شركة رايتل خدمات التجوال الدولي في أكثر من 85 دولة. حاليًا، من الممكن استخدام جميع بطاقات SIM الخاصة بـ رايتل في أذربيجان، أرمينيا، أفغانستان، الإمارات العربية المتحدة، الولايات المتحدة، إيطاليا، فرنسا، السويد، تركيا، الهند، لبنان، العراق، المملكة العربية السعودية، إلخ.

## اعتراضات على استمرار قسم مكالمات الفيديو
في شتاء 2012، أبلغ رئيس الهيئة الثقافية للمجلس الإسلامي عن قلق أعضاء من عدم مراعاة الشؤون الإسلامية في محادثات الفيديو لمشغل الهاتف المحمول الجديد (رايتل).
كما اعتبر ناصر مكارم الشيرازي، من سلطات التقليد في إيران، أن مفاسد استخدام رايتل أكثر من فوائدها، وذكر أنه لا داعي لمبدأ هذا العمل، لذلك يجب على الشركات الخاصة والعامة الامتناع عنه.

## الإعلان في الخارج
- في المباراة التي جمعت بين الفريقين برشلونة وليفانتي (21 سبتمبر 2014)، كانت إعلانات شركة رايتل من بين الإعلانات الحاسوبية.[5]